# À travers l'orage (film, 1920)
Pour les articles homonymes, voir À travers l'orage.
Pour plus de détails, voir Fiche technique et Distribution.

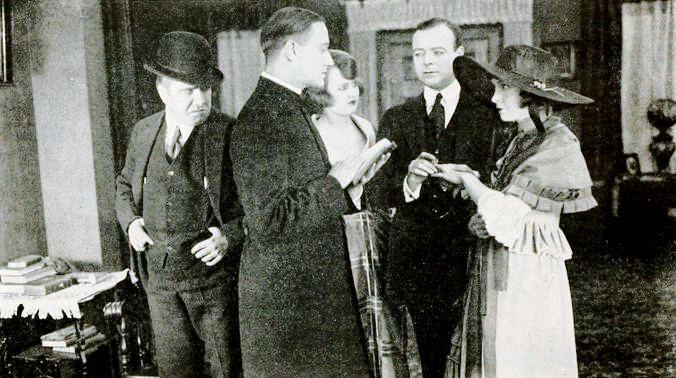
Le mariage.

À travers l'orage (Way Down East) est un film muet américain réalisé par D. W. Griffith en 1920.

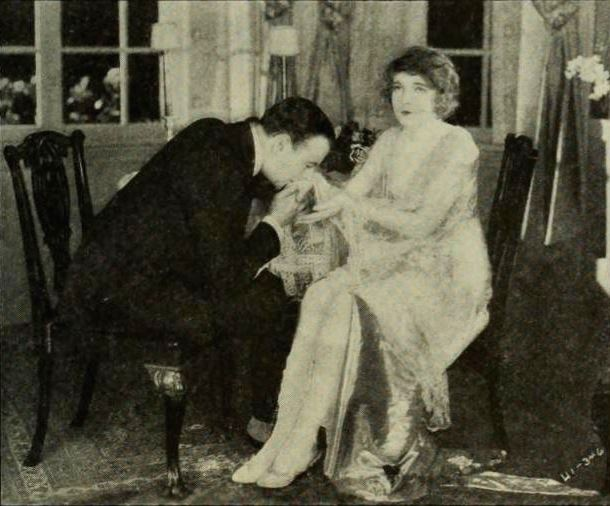
Lowell Sherman et Lillian Gish.

## Synopsis
Lennox un homme très riche et fort d'un succès certain chez les jeunes filles de la bonne société, séduit Anna d'extraction plus modeste. Cette dernière, envoyée par sa mère demander une aide financière auprès de parents éloignés se laisse convaincre par les assauts répétés de Lennox et une demande en mariage de celui-ci. Une cérémonie fantoche orchestrée par Lennox est célébrée, et le mariage consommé. Mais, Anna tombant rapidement enceinte, Lennox la laisse tomber. Seule, elle accouche de son enfant, Trust Lennox, qui disparaît rapidement d'une maladie. À la mort de l'enfant, Anna erre et trouve finalement un travail comme femme à tout faire chez Squire Bartlett, un propriétaire terrien. David, le fils de Squire Bartlett, s'éprend d'elle. Mais, bien que personne n'en ait alors eu vent, elle ne peut souscrire à ses avances, à cause de son passé. D'autant plus que Squire Bartlett a d'autres ambitions pour son fils que de le marier à une simple employée de maison. C'est alors que réapparaît Lennox, courtisant Kate. À la vue d'Anna, il cherche à la faire partir. Anna refuse, sans le trahir pourtant. Mais Squire Bartlett apprend le passé d'Anna par Martha, la commère de la ville. Sommée de partir de chez son employeur, elle désigne Lennox comme la cause de ses malheurs. Elle est cependant déjà partie lorsque Squire Bartlett se rend compte de qui est réellement l'homme qui se trouve à sa table. Lennox est alors mis hors d'état de nuire par David qui part dans la tempête à la recherche d'Anna. Retrouvée évanouie sur la glace, au milieu d'une rivière, elle est sauvée et trouve sa place, aux côtés de David, au sein de la famille Bartlett.

## Fiche technique
- Titre original : Way Down East
- Titre français : À travers l'orage
- Réalisation : D. W. Griffith / Réalisateur deuxième équipe : Elmer Clifton
- Scénario : D. W. Griffith, Anthony Paul Kelly, d'après la pièce Way Down East de Charlotte Blair Parker (en) et William A. Brady, écrite en 1897, représentée en 1898 au Manhattan Theater (52 représentations), révisée en 1900 par Joseph R. Grismer
- Directeurs de la photographie : G. W. Bitzer, Charles Downs, Hendrik Sartov, Paul H. Allen
- Musique d'accompagnement (DVD, 2002) : Maximilien Mathevon
- Genre : Mélodrame
- Musique : Louis Silvers et William Frederick Peters / Accompagnement musical du DVD de 2003 : Maximilien Mathevon
- Décors : Charles D. Seessel, Clifford Pember
- Producteur : D. W. Griffith
- Société de production : D.W. Griffith Productions
- Société de distribution : United Artists (États-Unis), Weill Films (France)
- Pays de production :  États-Unis
- Tournage : de l'été 1919 à janvier 1920
- Format : Noir et blanc — 35 mm — 1,33:1 — Muet
- Durée : 145 minutes / 107 minutes (édition 1931) ; Espagne : 165 minutes
- Dates de sortie : 
  - États-Unis : 3 septembre 1920
  - France : 6 octobre 1922[1]

## Distribution
- Lillian Gish : Anna Moore
- Richard Barthelmess : David Bartlett
- Mrs. David Landau : La mère d'Anna Moore
- Lowell Sherman : Lennox Sanderson
- Burr McIntosh : Squire Bartlett
- Josephine Bernard : Mrs. Emma Tremont
- Mrs. Morgan Belmont : Diana Tremont
- Patricia Fruen : La sœur de Diana
- Florence Short : La tante excentrique
- Kate Bruce : Mrs. Bartlett
- Vivia Ogden : Martha Perkins
- Porter Strong : Seth Holcomb
- George Neville : Rube Whipple, l'agent de police
- Edgar Nelson : Hi Holler
- Mary Hay : Kate Brewster (nièce de Squire Bartlett)
- Creighton Hale : Pr. Sterling
- Emily Fitzroy : Maria Poole
- Norma Shearer : La danseuse de la grange (non créditée)